# 2-クロロナフタレン
2クロロナフタレン（2-Chloronaphthalene）は、有機塩素化合物であり、ナフタレンの塩素化誘導体である。その化学式はC10H7Clである。 この化合物は、1-クロロナフタレンの異性体である。   

## 合成
2-クロロナフタレンはナフタレンの塩素化によって直接得られ、ジクロロナフタレンおよびトリクロロナフタレンなどのより高度に置換された誘導体を形成し、2つのモノクロロ化異性化合物(1-クロロナフタレンおよび2-クロロナフタレン)を形成する。

## 効用
2-クロロナフタレンは、フラーレンの生産に使用することができる。